# Иудаизм в Андорре
В Андорре живёт приблизительно 100 евреев. В 2000 году еврейская община открыла и освятила синагогу и культурный центр. Евреи в Андорре не подвергаются никакой дискриминации и полностью интегрированы в жизнь Андорры. Иудеи являются для Андорры малочисленным меньшинством, так как подавляющее большинство населения (до 99 %) исповедуют католицизм.